# نوشته حقوقی

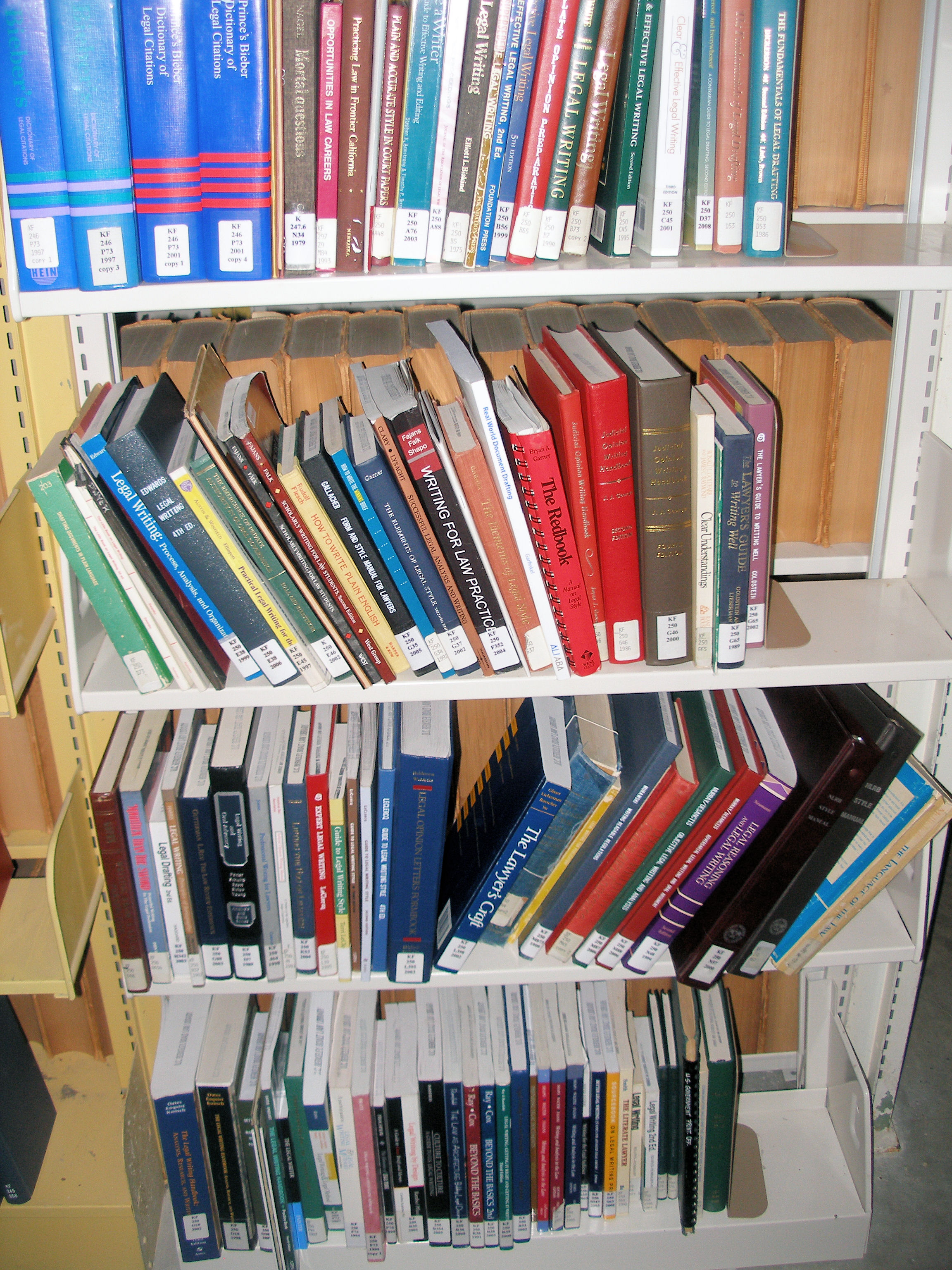
عکسی از کتاب های حقوقی

نوشته حقوقی (انگلیسی: Legal writing) نوعی نوشتار فنی است، که توسط وکلا، قضات، قانونگذاران و سایر مراجع حقوقی، با هدف تجزیه‌وتحلیل و تعیین حقوق و وظایف قانونی مورد استفاده قرار می‌گیرد. نوشته‌های حقوقی اغلب برای دفاع یا حل و فصل یک موضوع حقوقی به کار گرفته می‌شود.